# Pantolèstids
Els pantolèstids (Pantolestidae) són una família extinta de mamífers de l'ordre dels cimolests que tingueren una àmplia distribució des del Paleocè inferior fins a l'Oligocè inferior. Se n'han trobat restes fòssils a Bèlgica, el Canadà, els Estats Units, França, Kazakhstan, Mongòlia i el Regne Unit. Físicament, semblaven llúdries. Les característiques de les dents molars, que semblen adaptades per esclafar animals marins com ara el marisc, juntament amb les restes de peixos trobades a l'intestí de Buxolestes, fan pensar que potser tenien un estil de vida semblant al de les mateixes llúdries o el de les foques. Caràcters com les potes anteriors robustes, les potes posteriors relativament curtes i la cua llarga i musculada apunten en la mateixa direcció.